# Tanypus albolineatus
Tanypus albolineatus är en tvåvingeart som först beskrevs av Jean-Jacques Kieffer 1910. Tanypus albolineatus ingår i släktet Tanypus och familjen fjädermyggor.
Artens utbredningsområde är Myanmar. Inga underarter finns listade i Catalogue of Life.